# Anochetus tua
Anochetus tua är en myrart som beskrevs av Brown 1978. Anochetus tua ingår i släktet Anochetus och familjen myror. Inga underarter finns listade i Catalogue of Life.